# Genesis Revisited II
Genesis Revisited II es un álbum de estudio del músico Steve Hackett, lanzado el 22 de octubre de 2012 por Inside Out Music label. Es una secuela del álbum de 1996 Genesis Revisited y consiste en versiones de material de la banda Genesis con una variedad de cantantes.

## Lista de canciones
Todas las canciones fueron escritas por Tony Banks, Phil Collins, Peter Gabriel, Steve Hackett y Mike Rutherford; excepto donde se indica.

### Disco 1
1. The Chamber of 32 Doors - 6:00
2. Horizons - 1:41
3. Supper's Ready - 23:35
4. The Lamia - 7:47
5. Dancing with the Moonlit Knight - 8:10
6. Fly on a Windshield - 2:54
7. Broadway Melody of 1974 - 2:23
8. The Musical Box - 10:57
9. Can-Utility and the Coastliners - 5:50
10. Please Don't Touch (Hackett) - 4:03

### Disco 2
1. Blood on the Rooftops (Hackett, Collins) - 6:56
2. The Return of the Giant Hogweed - 8:46
3. Entangled (Banks, Hackett) - 6:35
4. Eleventh Earl of Mar (Banks, Hackett, Rutherford) - 7:51
5. Ripples (Banks, Rutherford) - 8:14
6. Unquiet Slumbers for the Sleepers... (Rutherford, Hackett) - 2:12
7. ...In That Quiet Earth (Hackett, Collins, Rutherford, Banks) - 4:47
8. Afterglow (Banks) - 4:09
9. A Tower Struck Down (Hackett, John Hackett) - 4:45
10. Camino Royale (Hackett, Nick Magnus) - 6:19
11. Shadow of the Hierophant (Hackett, Rutherford) - 10:45